# Waraos
Warao es un pueblo indígena amerindio que habita en el delta del Orinoco. Hay más de 36 000 personas que se identifican con esta etnia.[cita requerida]
Según la tradición oral de los indígenas warao, llegaron al Delta del Orinoco como refugiados, desplazados por tribus más belicosas que los obligaron a internarse en estos desiertos acuáticos. Hoy en día, continúan siendo una parte importante de la población del estado Delta Amacuro, inmersos en su propia cultura y adaptándose constantemente a los cambios ambientales, adoptando aquello que les resulte más útil para su economía.
Originalmente fueron pescadores, cazadores y recolectores. Posteriormente, con la introducción del ocumo chino proveniente de la isla de Trinidad y de Guyana, incorporaron la agricultura como parte de su sistema de subsistencia.
Aunque Cristóbal Colón fue el primero en vislumbrar la "Tierra de Gracia" en 1498, no surcó su río ni conoció su Delta; es Alonso de Ojeda, en 1499 quien reconoció la desembocadura del gran río. Vicente Yáñez Pinzón en 1500 descubrió el Delta y Diego de Ordaz comendador de la orden de Santiago, capitán de Hernán Cortés, en 1532 remontó el Orinoco hasta la confluencia con el río Meta.
La primera misión se fundó en 1682. El Padre Gumilla, jesuita, es quien escribe la primera descripción de la cultura warao en 1791.
Durante el siglo XVIII varios gobernantes, tanto españoles como ingleses (de Trinidad) intentaron pacificar a los warao e inducirle a establecerse en poblaciones lo cual produjo como resultado que muchos emigraran a Surinam.
El asentamiento de grupos no Warao comienza a partir de 1848 cuando Julián Flores, Juan Millán, Tomás Rodríguez, Regino Suiva y otros fundan el poblado Cuarenta y Ocho que es antecesor de la actual Tucupita. Luego siguieron llegando agricultores y comerciantes procedentes en su mayoría de la isla de Margarita (Nueva Esparta) y de los estados Sucre y Monagas.
Los orígenes del Delta Amacuro como unidad político - administrativa se remontan a finales del siglo XIX, cuando por decreto presidencial de Antonio Guzmán Blanco se crea como Territorio Federal entidad el 27 de febrero de 1884, en el espacio geográfico correspondiente al Departamento Zea del Estado Guayana, siendo su capital la población de Pedernales.
Cuando se creó el Territorio Federal Delta Amacuro, tenía una superficie de 63.667 km², teniendo en la actualidad 40.200 km². La diferencia entre estas dos superficies la perdió el Delta Amacuro con motivo del Laudo Arbitral de París firmado el 3 de octubre de 1899, por medio del cual le fueron arrebatados 23.467 km² de su territorio por la Guayana británica, actual República Cooperativa de Guyana.
En 1887, la capital se trasladó a Tucupita, cambiándose el nombre de la entidad a Territorio Federal Delta. El 21 de octubre de 1893, la entidad empezó a formar parte del estado Bolívar. Sin embargo, la entidad vuelve a recuperar su autonomía el 26 de abril de 1901, con el nombre de Territorio Federal Delta Amacuro con los Distritos de Barima y Tucupita y se eligió como su capital a San José de Amacuro, jerarquía que mantuvo hasta el 16 de mayo de 1905 cuando Tucupita recuperó el grado de capital.
En 1925 los misioneros Capuchinos del Caroní, -cuya Misión en ese momento incluía el Territorio Delta Amacuro- fundaron la primera de las actuales misiones, La Divina Pastora de Araguaimujo, en la margen derecha del caño Araguaimujo, cerca del caño Aragua, en el medio del Delta. A partir de 1932, otros misioneros fundaron nuevas misiones en San José de Tucupita, San Francisco de Guayo, Nabasanuka y Ajotejana. En 1940 se promulga la Ley Orgánica del Territorio Federal Delta Amacuro, que lo dividió en los departamentos Tucupita, Pedernales y Antonio Díaz.
Según Gaceta Oficial del 3 de agosto de 1991 se promulga la Ley Especial que le da al Territorio la calidad de Estado, con la misma división político - territorial anterior, hasta que el 25 de enero de 1995, la Asamblea Legislativa del Estado dictó su segunda Ley de División Político Territorial, con los 4 municipios actuales; además anexa al estado los caseríos Nuevo Mundo, Platanal, El Triunfo y el Triunfito, antes bajo la jurisdicción del Estado Bolívar.
El nombre de Delta Amacuro proviene del río Amacuro, de corto curso, el cual afluye por el sur a la Boca Grande o de Navíos, del río Orinoco, en su desembocadura en el océano Atlántico.
“Estamos hablando de un delta, el “Delta del río Orinoco”, 40 200 km² de agua, manglares, palmas, barrancos, caseríos, gentes y silencios selváticos apenas rotos, durante el día por el cantar de los pájaros más exóticos que la memoria pueda recordar; y también durante el día, o en las noches profundas, por el unísono grito de los araguatos.
“Desde la entrada misma de la Tierra de Gracia fluye un río. Las aguas de las altas montañas andinas, de los vastos llanos, de la selva densa corren a él hasta convertirlo en un mar dulce que por un laberinto de caños vierte sus aguas leonadas en el océano. Por mucho tiempo se le va a conocer como el Uyapari, nombre que daban los indios al más robusto de sus caños. Los Tamanacos lo llamaron Orinoco, que quiere decir “Serpiente Enroscada”. Isaac J. Pardo. Uyapari llamaban los indios al caño que luego llamaron Manamo.

## Ubicación

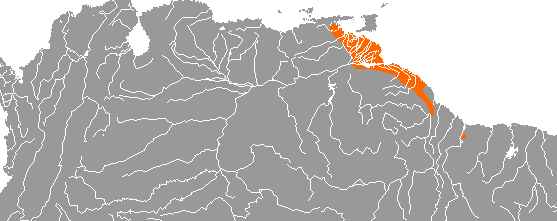
Extensión geográfica de la lengua warao.

El pueblo warao se ubica a orillas de los caños que forman el Delta del Orinoco, en las islas sedimentarias arrastrados de su caudaloso río, por la acción de las corrientes y las mareas sobre las aguas fluviales. 
El topónimo más antiguo del río Orinoco sería Wirinoko o Uorinoko, que significa el lugar donde se rema, de wiri, que significa donde remamos y noko, lugar, casa , sitio de estar o residencia. Sobre este grupo indígena, Álvaro A. García-Castro señala: "Pocos pueblos tienen una historia tan ligada a un hábitat fluvial como el pueblo warao".
En las tradiciones waraos se habla de que ya estaban allí cuando la isla de Trinidad estaba unida a tierra firme, es decir, hace aproximadamente, entre 8.500 y 9.000 años (recordemos que durante el último período glacial, por la acumulación de grandes cantidades de hielo en los territorios continentales del Hemisferio Norte, el nivel del mar había descendido unos 100 metros y la profundidad de la Boca de la Serpiente e inclusive, la del golfo de Paria, es mucho menor de esa cifra)". El gentilicio de los waraos se traduce como "habitantes del agua", de waha (ribera baja, zona anegadiza) y arao (gente, habitantes), o también "hombres de las embarcaciones, de "wa" (canoa) y "arao" (gente). 
En el censo nacional de 2001 se registraron como indígenas waraos declarados 36 027 individuos.

### Genética
Los estudios genéticos han mostrado que los waraos tienen en su gran mayoría un haplotipo masculino QM3.

### Nombres étnicos

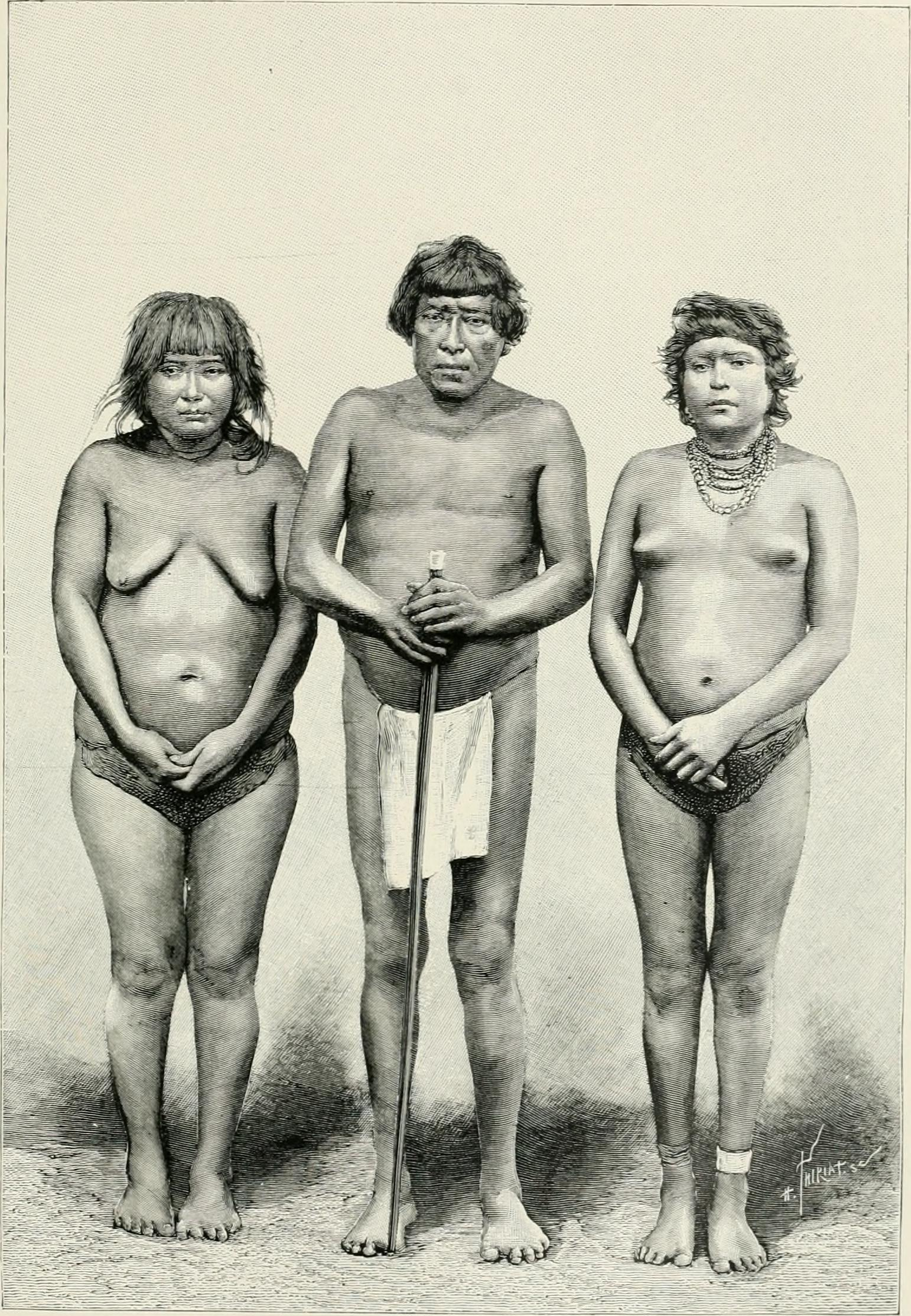
Indígenas warao en 1882.

Su nombre es una autodenominación que significa “gente de las tierras bajas” o “gente del pantano”, que provendría de waha, "tierra baja" y arao, "habitantes". Guaraúno, en cambio, sería la versión hispanizada de su etnónimo. Según Amodio (2005), el propio endónimo de esta sociedad está relacionado con su entorno geográfico y natural, puesto que significa “gente de la canoa” cuyo sistema económico y tipo de vivienda palafítica es particular de las zonas bajas del delta. Así mismo, el pueblo warao se refiere al resto de las personas como hotarao, que traduciría gente de la tierra alta. “Algunos autores han reportado los diversos nombres a partir de los cuales se ha tenido noticia de los warao históricamente. Entre los más destacables de ellos están: warraus, waraws, waraus, tigüitiques, tibibis, tivitivis, tigüitigüis, chajuanes, ciaguanis, palomos, palamos, farautes, mariusas, guaraúnos, guarahunos, guaraotos, guaraos, entre otros. La diversidad de denominaciones responde tanto a las diferencias dentro del mismo pueblo warao, como también a la pronunciación de algunos de ellos dependiendo el lugar de origen de los autores que los reportan. Sin embargo el nombre de tigüistigüis es considerado el más usado por los pueblos indígenas vecinos para llamarlos, mientras que warao es la autodenominación de uso corriente entre los mismos miembros de esta sociedad”. (Amodio, 2006)
Por otro lado, en HRAF también se encuentran otros nombres étnicos, como ciwani, tiuitiuas y waraweete.Tiuitiuas sería el nombre dado por los Indios Otomac, refiriéndose a un pájaro con el que los warao se identificaban mitológicamente. En el siglo XVI, el explorador inglés Sir Walter Raleigh, se refiere a los tiuitiuas divididos en "ciawani" y "waraweete" (Warao real). Los grupos de habla warao serían los waraweete (waraowitu), chaguanes (siawani) y farautes (waraotu).

## La lengua warao
El warao es una lengua aislada. Se habla principalmente en Delta Amacuro y en menor grado en el Este de Sucre, en el este de Monagas, en el Norte de Guyana y en Surinam.
De los 36027 waraos registrados en el censo nacional de Venezuela de 2001, 4066 expresaron ser waraohablantes, mientras que 3189 dijeron hablar solo castellano y 872 no declararon. Este idioma también es hablado por muchos criollos de Venezuela y Guyana en esa zona, así como por indígenas lokono (Arawak/Arauacos).
La autodeterminación de los waraos significa en su lenguaje "gente de bajío" (waja: bajío; arao:gente, habitante) o también "gente de canoa" (wa: embarcación; arao: gente). Por oposición y sin importarles la procedencia, ellos denominan a los no Warao, jotarao, "gente de tierra alta" (jota: tierra alta; arao: gente). Los waraos constituyen numéricamente la segunda etnia indígena del país, después de los wayús en el Zulia. A la llegada de los europeos en el siglo XVI se encontraban en proceso de diferenciación lingüística y cultural, y aún hoy día se pueden ver diferencias entre los grupos de distintos lugares. Una de sus principales características ha sido la de ser una sociedad y cultura pacíficas, basadas en la armonía con el entorno natural y humano.

## Hábitat

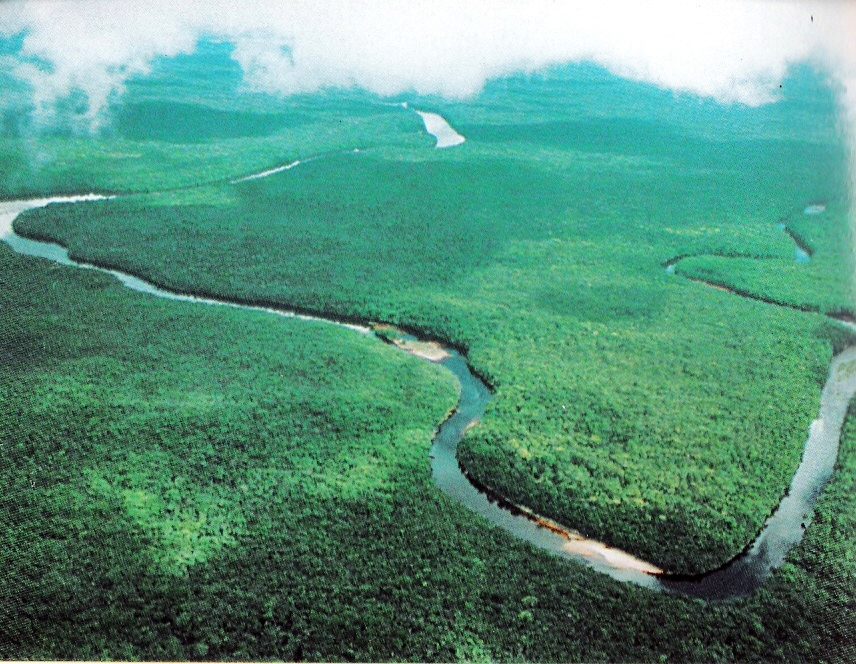
Vista aérea del Delta del Orinoco, donde habitan los Warao.

Los waraos forman el grupo humano más antiguo de Venezuela, estimándose su presencia en su hábitat ancestral, el Delta del Orinoco, desde hace unos 8.000 o 9.000 años.

## Actividades de subsistencia
Los Waraos han sido y son fundamentalmente pescadores, como principal actividad de subsistencia; cazadores en menor medida, recolectores de miel y frutos silvestres. De los morichales, los Warao extraían el alimento básico de su dieta diaria, el sagú o fécula (Ohidu aru en Warao y Yuruma en criollo) de la palma de moriche (Mauritia flexuosa), según un ciclo anual determinado por la floración de dicha planta, el clima del Delta y las crecientes estacionales del río. Era complementada con la pesca del morocoto o la guabina, la recolección de miel y la cacería de roedores como la lapa, el chigüire, el acure, entre otros.
La extracción de la fécula del moriche, conocida también comercialmente con el nombre de sagú, es un trabajo complejo y laborioso; una vez derribado el tronco de la palma y hecho un corte en la corteza se procede a desmenuzar su interior fibroso con un implemento llamado azuela, nahuru. De esta masa fibrosa se saca el almidón que dará lugar a la torta de yuruma. Así mismo, la palma de moriche ofrece materias que son usadas para la confección de objetos artesanales, puentes, techos para las casas, etc. Uno de estos materiales es la fibra de moriche, la cual, es usada como cabuya y, principalmente, para la elaboración del preciado chinchorro de dormir, ha. Otro material derivado de la palma de moriche es el vástago o la "penca" que sirve para hacer flotadores y arpones para pescar, este último conocido con el nombre de nahalda.
Esto dio lugar a una cultura trashumante que se movía entre las riberas y el interior de las islas, según el patrón de recolección y extracción del sagú y las temporadas de pesca, especialmente en el Delta Central. Hoy, la actividad en los morichales es cada vez menos frecuente; en la década de 1920, los misioneros introdujeron desde la Guayana Británica, el cultivo del llamado “ocumo chino” (Colocasia antiquorum), Ure, en Warao, un tubérculo rico en almidón, que con el tiempo sustituyó a la fécula de moriche por su notable característica de poder cosecharse durante todo el año. A partir de entonces, los Warao se han transformado en horticultores incipientes y cada familia suele tener un pequeño conuco o huerto de ocumo chino para su diaria subsistencia, el cual suelen complementar con algo de pescado rayado o laulau o una pieza de cacería.

## Organización sociopolítica

### Social

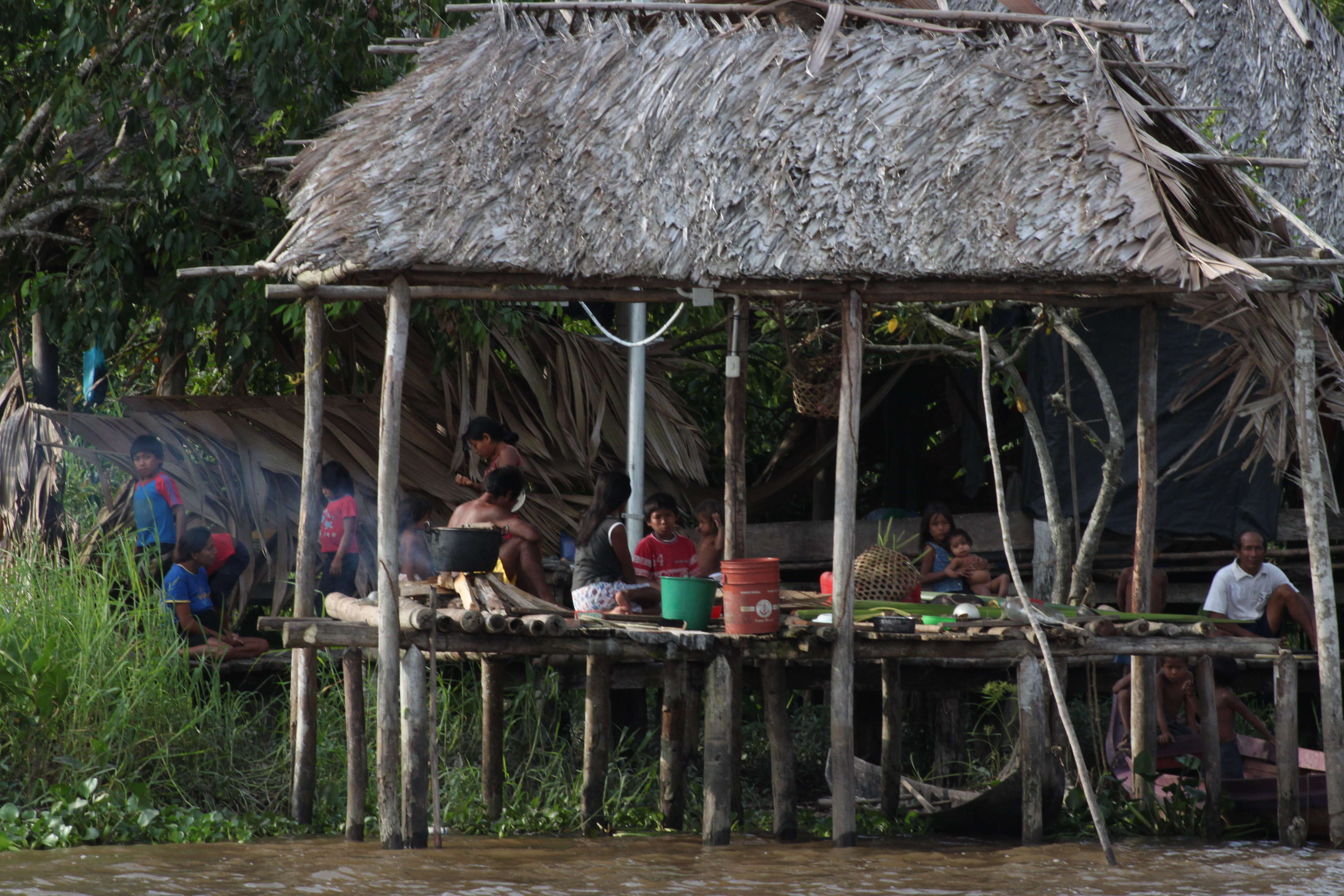
Comunidad Warao, Delta del Orinoco

La sociedad Warao tiene una estructura poco cohesionada -todos sus subsistemas giran en torno al eje suegro/yerno, arahi/dawa que de manera subyacente refleja la relación madre/hijas y nietas- basada en la familia extendida y cuya jerarquía apenas va más allá de la adhesión a un cabeza de ranchería, que suele ser el anciano fundador (Aidamo o Iramo), que organiza las labores de subsistencia y de su cónyuge, (Arani), llamada normalmente: “la dueña de la casa” (Hanoko arotu), quien reparte entre los miembros de la unidad doméstica el producto de los equipos de trabajo, pesca y recolección según estrictas relaciones de parentesco. 
La norma de residencia uxorilocal de los Warao obliga a los hijos a residir en la casa de la suegra (Dabai) esta, junto con el suegro (Arahi,) establecen con sus yernos (Dawa), que conforman la mano de obra masculina subordinada (Neburatu), una relación jerárquica esencial para la producción y distribución del producto social. El hombre al casarse adquiere obligaciones no solo con su esposa, a quien obviamente tendrá que mantener, sino también tendrá el deber de construir la vivienda de los suegros y en buscar los alimentos necesarios (caza, pesca y agricultura) para el sustento del nuevo núcleo familiar. 
Con el tiempo, las rancherías van creciendo alrededor de la pareja de ancianos, sus hijas con sus maridos e hijos y los hijos solteros, a veces hasta cuatro generaciones. Entre los Warao es, pues, más apreciado tener hijas que hijos. Solo a la muerte de los fundadores se disuelven estas unidades domésticas y cada pareja mayor inicia entonces la formación independiente de su propia ranchería en un lugar diferente. Las alianzas matrimoniales son exogámicas respecto a la ranchería, pero endogámicas respecto a la unidad parental mayor o subtribu, es decir, no se suele buscar pareja dentro de la misma ranchería, sino en otras fuera de ella, pero siempre dentro de un mismo grupo parental. Los pleitos y diferencias que afectan a la comunidad se resuelven mediante la llamada Amonikata, o asamblea de los miembros mayores de la misma, que analiza y soluciona en reuniones que pueden durar desde horas a días, las situaciones de conflicto que pudieran surgir en algún momento entre los miembros. También sirve para decidir estrategias de subsistencia, viajes y asuntos legales con las autoridades o instituciones nacionales.

### Política
Los cargos políticos Warao tiene en la actualidad nombres que provienen de términos tomados del español: kobenahoro, kabitana, bisikari y borisia. Estos cargos políticos corresponden muchas veces con los oficios mágicos-religiosos del wisidatu, hoarotu y bahanarotu, quienes actúan como los intermediarios entre los seres sobrenaturales y los seres humanos. De tal manera que un kabitana también puede ejercer el cargo de shamán en una o más de estas especialidades.
Aunque desde hace muchos años la sociedad Warao ha tenido relación directa con el resto de la sociedad, sobre todo al integrarse, en algunas tareas, a la vida económica nacional, los Warao han logrado mantener y difundir los valores fundamentales de su cultura y preservar su autonomía como grupo indígena. Si bien es cierto que en la actualidad los jóvenes Warao, parecieran preferir el trabajo asalariado en los aserraderos o desarrollar actividades agrícolas no tradicionales, en participar en la explotación industrial del palmito y en asumir cargos públicos en calidad de maestros y enfermeros, creando una dependencia con los sectores públicos, también es cierto que la cultura Warao está viva y conservando su integridad, la cual es reforzada a través de su organización social y política.

### Relaciones interetnicas
Existen algunas contradicciones entre el folklore warao y los documentos históricos en respecto a la convivencia multiétnica entre los warao, los arahuaco y  los Caribe durante el período del precontacto. Por una parte, el folklore hace más énfasis sobre los hablantes de lenguas Caribe que sobre los del habla lokono. A los primeros se los identifica como musimutuma, (gente de cara roja), y se les atribuye un comportamiento barbárico. No obstante a lo largo de los caños Manamo, Cocuina y Pedernales del Delta Occidental, las crónicas históricas mencionan asentamientos en los cuales waraos y caribes coexistían pacíficamente. 
Ahora bien, es muy probable que hubieran existido riñas interétnicas a nivel local, a manera de correrías. La capacidad bélica de los arahuaco y Caribe era superior, a la que podían haber temido los warao, lo que facilitaba enormemente su expansión y el control de nuevos habitantes. No obstante ni el folklore, ni la mitología warao, hacen mención alguna de una guerra territorial interétnica o una huida ante un poder bélico superior. Además, cabe destacar que las economías de los arahuaco y Caribe se basaban en la agricultura de yuca y maíz, y que dicho cultivo no prospera en los suelos limosos del Delta inferior, sino los suelos arenosos del Delta superior y occidental, que la economía warao se basaba en el complejo de palmas y que este complejo se encuentra intacto solo en el Delta inferior.
Estos hechos incrementan la probabilidad de que, para el warao, la presencia de los arahuaco y Caribe en su territorio no debió tener mayor impacto durante la época del precontacto, debido a que la región del Delta superior no era la más propicia para su economía y, de igual forma, los arahuaco y Caribe vieron al Delta inferior poco atrayente y limitaron su presencia a las desembocaduras de los caños principales que facilitaban su tránsito y entrada en el Delta desde y hacia el océano Atlántico. Finalmente, aun cuando exiguo, existe un caso de transferencia tecnológica del Caribe hacia el warao: la guapa o biji (cesta colador) que, según los warao, modificó la técnica para preparar el sagú de la pulpa de las palmas moriche y temiche. 
Se presume que la época de precontacto no fue excepcionalmente violenta entre los warao, los arahuaco y los Caribe, quienes convivieron multiétnica y pacíficamente, y que las relaciones violentas mencionadas en el folclor warao, se originaron o por lo menos se intensificaron durante la época posterior al contacto, cuando representantes de las sociedades del Viejo Mundo emplearon a los Caribe para abastecerse de esclavos warao.
Hay que tomar en cuenta que una de las funciones principales de los chamanes consistía en mantener una distinción marcada entre el concepto de “nosotros los warao” ocowarao y “ellos” los jotarao, haciendo de ellos gente de la cual desconfiar (Freire, G. & Tillett, A. 2007). 

## Viviendas

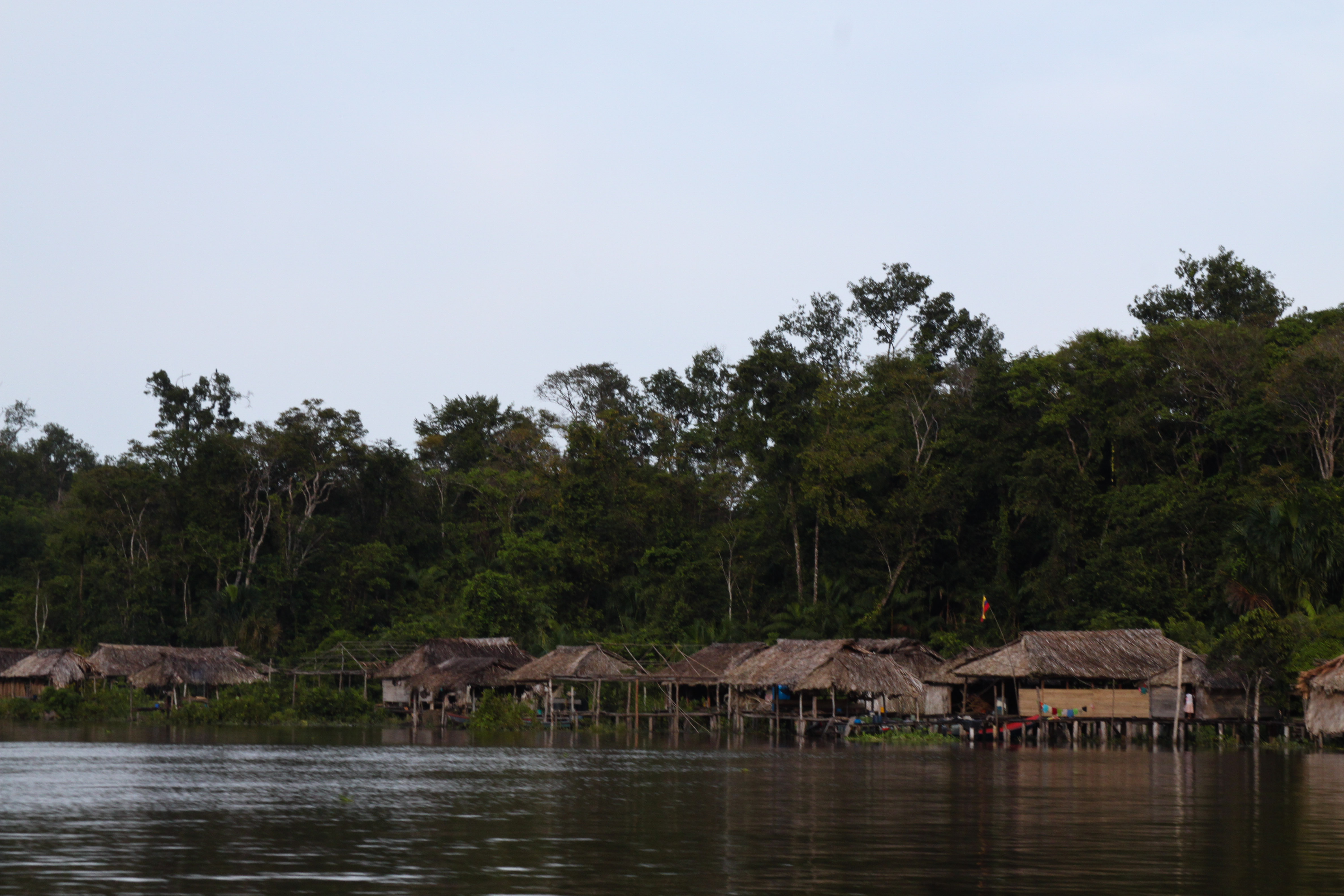
Delta del Orinoco

Una comunidad riberehola“ranchería” Warao tradicional está asentada siempre en la orilla de un caño o brazo del delta del Orinoco y puede estar formada de 10 a 15 o más viviendas, unifamiliares o multifamiliares y albergar hasta 200 personas. Las casas (Hanoko) se comunican entre sí por puentes y pasarelas; cada una tiene su acceso individual al río, mediante un embarcadero hecho de troncos. Normalmente están construidas con troncos de madera de mangle (Rhizophora mangle) y carecen de paredes, estando protegidas ocasionalmente por algún tabique de troncos de palma temiche (Manicaria saccifera), con cuyas hojas se hace también el techo; aunque hoy en día es frecuente ver viviendas con paredes laterales de tabla u hojas de palma. El piso y las pasarelas elevadas entre las viviendas suele ser de troncos de la palma manaca (Euterpe oleracea). El sencillo mobiliario consta de hamacas, una cocina construida sobre una base de barro, de cara al río, por donde vienen los bastimentos y donde se hace la limpieza; los enseres de pesca, caza y vestuario, que se colocan en el entramado del techo o en el suelo. En los morichales se construyen viviendas unifamiliares temporales más pequeñas y sencillas, techadas con hojas de moriche. Es común que las comunidades a lo largo de un mismo caño estén emparentadas entre sí; cada una de ellas forma una unidad exogámica, mientras el conjunto se comporta como una unidad endogámica; es decir, que se procura contraer matrimonio fuera de la ranchería, pero dentro del área de parentesco circunscrita por el caño o río local. No habiendo carreteras en el interior del delta, los caños son las vías de comunicación y el principal medio de transporte es la curiara (Wa) o canoa monóxila, que hoy suele tener motor fuera de borda, por lo que en el pasado se ha buscado para ellos una etimología un tanto forzada derivada de Wa = “Curiara” y Arao = “Habitante”.

## Creencias
El mundo sobrenatural de los warao ocupa todos los ámbitos de la vida que está indisolublemente interconectado con el medio natural. Es un mundo circular, Hobahi, rodeado de agua por todas partes y poblado de entidades o seres inmateriales, denominados Hebu, provistos de sexo, razón y voluntad, que pueden ser positivos, negativos o neutros, dependiendo de su actitud hacia los seres humanos. Estos espíritus están presentes en todos los objetos y aspectos de la vida y muchos controlan parcelas específicas del mundo material; así, hay hebus que habitan y controlan las aguas, los Nabarao, las tormentas, o Hebu Kaunasa; los árboles, o Dauarani.
El principal y más poderoso de todos es el Hebu a Kanobo (nuestro abuelo), que reside en la piedra sagrada que custodian los Wisiratu o chamanes más importantes. Los instrumentos sagrados, como la maraca grande Mari mataro o Hebu mataro, deben su poder a los hebu benignos que se alojan en los pequeños fragmentos de cuarzo que la hacen sonar, los Karekos y que son capaces de ahuyentar a otros hebu malignos menos poderosos que suelen causar enfermedades. La sangre menstrual, en particular, está cargada de hebu maligno.
Los hebu suelen mantenerse contentos mediante el humo del tabaco ritual o Wina, que se hace envolviendo el tabaco con la corteza fina de la palma Manaca y todos estos instrumentos se guardan juntos en la cesta o Torotoro donde el Wisiratu guarda el Kanobo.
La clave del universo Warao es el equilibrio, la estabilidad, la paz y la armonía; todo trastorno en este equilibrio sea cualquiera que sea la causa aparente, es en el fondo, obra de la influencia de los hebu; de ahí la necesidad de vencerlos, aplacarlos o mantenerlos satisfechos mediante rituales en los que los chamanes actúan de intermediarios . De hecho, los Warao consideran que de no ser por la presencia de los hebu, la hoa y la bahana (maleficios chamánicos), que originan los males y enfermedades, el ser humano sería inmortal. Esta estrecha relación se percibe claramente en la organización social Warao, donde la capacidad de controlar estas fuerzas sobrenaturales está en razón directa con la capacidad de liderazgo de los jefes de rancherías. Esto trae como consecuencia que el responsable de una comunidad, para cumplir cabalmente con sus obligaciones, es decir, para mantenerla abastecida de recursos, en buen estado de salud y en paz, debe estar suficientemente capacitado no solo en los aspectos económicos y técnicos, sino en los sobrenaturales, armonizando ambas dimensiones, la material y la espiritual.

### Agentes intermediarios
El apropiado control e intermediación de los aspectos sobrenaturales que es ejercido por diversos especialistas, que actúan según el área de influencia que predomina en la actuación de los hebu y según el efecto que el propio especialista desee provocar, ya sea efectuando curaciones o causando daños. La etnografía general Warao reconoce principalmente cinco tipos de individuos que llevan a cabo las prácticas chamánicas Warao: uno que puede influenciar el clima, el Naharima; dos maléficos, el Hoarotu y el Hatabuarotu; dos benéficos, el Bahanarotu y el Wisiratu, el más importante de todos.
Estas funciones suelen ser desempeñadas individualmente, aunque en algunos casos un mismo individuo puede ser oficiante de más de una o incluso de todas, en el caso de los más poderosos. El papel de Wisiratu conlleva responsabilidades no solo curativas, sino de organización de actividades de subsistencia y de intermediación entre los poderes del hebu benéfico o Kanobo y su comunidad. Reúne en su persona las condiciones que un verdadero guía Warao debe tener y ocupa la categoría de Aidamo o Iramo, es decir, de anciano, patrón o jefe de equipos de trabajo formados por los miembros hábiles de su comunidad. Al desempeñar cabalmente todas sus funciones, la ranchería ve garantizada su supervivencia y salud, que se traducen en estabilidad y armonía internas y con el medio que están alrededor.

## Actualidad
A mediados de la década de 1960, una gran intervención del medio, el cierre del caño Manamo, provocó enormes cambios en el ecosistema del delta, afectando indefinidamente a las comunidades Warao, en especial las del delta Nor-occidental. El resultado en esta zona fue la salinización de los caños y acidificación de los suelos, con la consiguiente disminución de la pesca y el abandono de las tierras, iniciándose un proceso de emigración hacia los centros urbanos de la periferia. Hoy siguen siendo los mejores conocedores tanto de la naturaleza como de su geografía; y ya desde tiempos precolombinos han sido guías y mano de obra indispensable para cualquier intento de recorrer el intrincado laberinto de caños e islas del delta del orinoco o explotarlo. El aumento demográfico, dentro de un medio con capacidad de sustentación limitada, las condiciones de la sociedad moderna venezolana, y la naturaleza trashumante de su cultura, los está obligando a emigrar hacia los centros urbanos nacionales, donde ocupan los estratos marginales, con la consiguiente degradación económica y cultural.